# Alexandra Mařasová
Alexandra Mařasová (Piešťany, 26 ottobre 1965) è un'ex sciatrice alpina ceca che gareggiò per la nazionale cecoslovacca.

## Biografia
Specialista delle prove tecniche originaria di Špindlerův Mlýn, in Coppa del Mondo ottenne il primo piazzamento il 27 marzo 1982 a Monginevro in slalom speciale (15ª) e il miglior risultato il 16 gennaio 1983 a Schruns nella medesima specialità (7ª); ai successivi Mondiali juniores di Sestriere 1983 vinse la medaglia d'argento nello slalom speciale e si classificò 28ª nella discesa libera e 5ª nello slalom gigante.
L'anno dopo ai XIV Giochi olimpici invernali di Sarajevo 1984, sua unica presenza olimpica, si piazzò 26ª nello slalom gigante e non completò lo slalom speciale; il 18 marzo dello stesso anno bissò il suo miglior risultato in Coppa del Mondo, a Jasná in slalom speciale (7ª), e il 21 marzo ottenne l'ultimo piazzamento internazionale, nello slalom gigante di Coppa del Mondo disputato a Zwiesel (14º). Non ottenne piazzamenti ai Campionati mondiali.

## Palmarès

### Mondiali juniores
- 1 medaglia:
  - 1 argento (slalom speciale a Sestriere 1983)

### Coppa del Mondo
- Miglior piazzamento in classifica generale: 55ª nel 1984